# Летучая зола

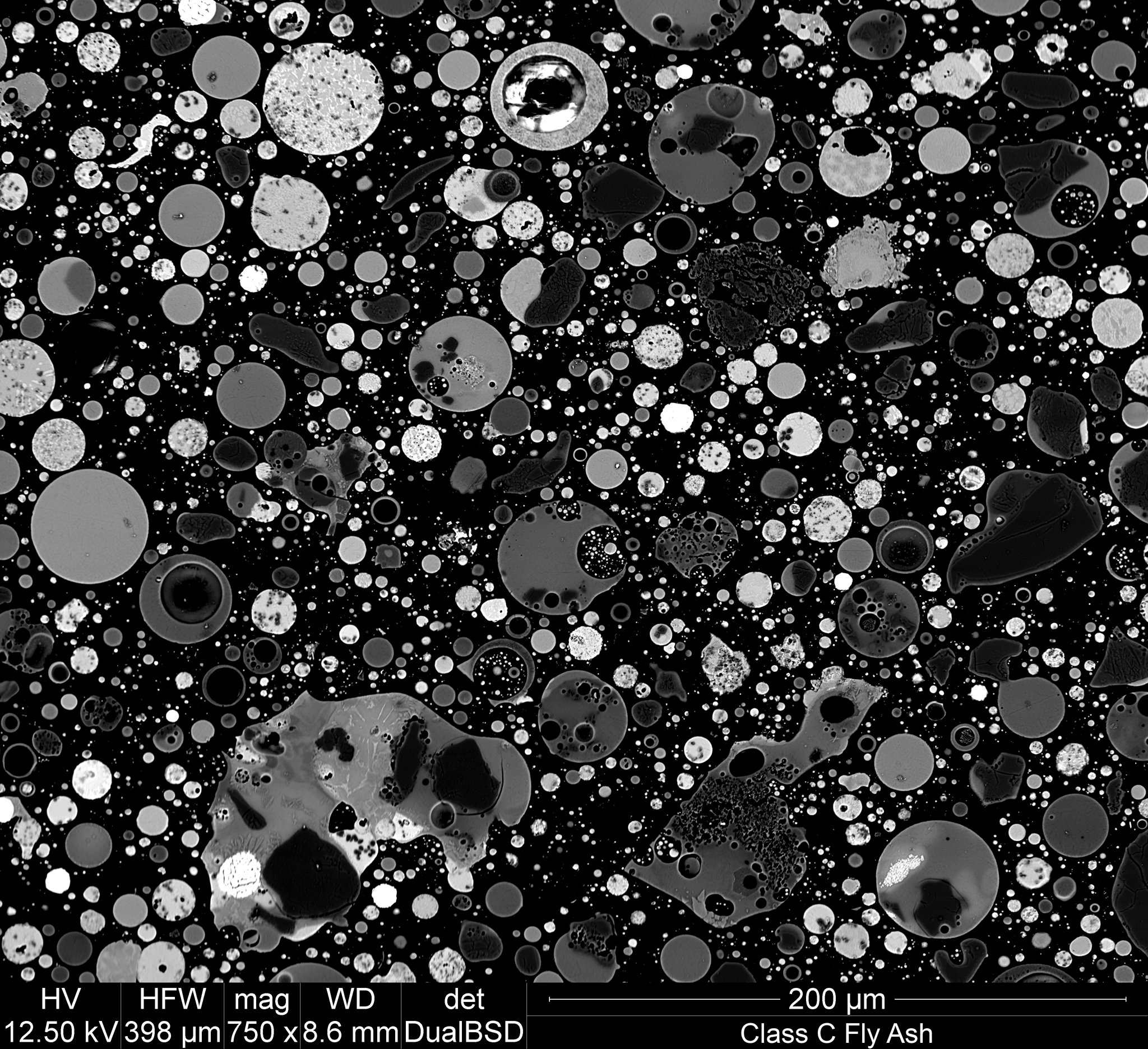
Летучая зола при рассматривании в микроскоп

Летучая зола (зола-уноса) — тонкодисперсный остаток сгорания топлива из его минеральных примесей, содержащийся в дымовом газе во взвешенном состоянии. Летучая зола истирает котельные трубы и дымососы, при удалении с дымовыми газами загрязняет атмосферу.
В США большая часть летучей золы обычно хранится на угольных электростанциях или размещается на полигонах, в то же время, по данным Американской ассоциации по проблемам угольной золы около 43 % отходов сжигания угля перерабатывается. В Европе по оценке Европейской ассоциации по утилизации продуктов горения угля около 43 % летучей золы используется для производства строительных материалов. В России перерабатывается лишь 4—5 % угольной золы.

## Улавливание золы-уноса
При производстве электроэнергии на тепловых электростанциях в зависимости от применяемых топливных систем от сжигания угля образуются остатки в виде зол-уносов (летучих зол), мокрых зол и котельных шлаков.
В процессе сжигания все твёрдые отходы ТЭЦ можно разделить на: шлак + тяжёлая фракция золы; летучая зола-унос, которую, в свою очередь, можно разделить на фракцию средней крупности, улавливаемую электрофильтрами (электростатическими фильтрами) и тонкодисперсную фракцию золы-унос, не улавливаемую фильтрами. Учитывая характеристики фильтров и реальную их эффективность, степень улавливания золы-унос составляет 95 %, то есть 5 % золы-унос ежегодно выбрасывается в атмосферу. Но и при максимальной очистке дымовых газов степень улавливания не превышает 99 %.
Эффективность работы газоочистных устройств во многом зависит от физико-химических свойств улавливаемой золы и поступающих в золоуловитель дымовых газов. Основными характеристиками летучей золы в процессе очистки дымовых газов являются плотность, дисперсный состав, электрическое сопротивление (для электрофильтров), слипаемость. Плотность частиц летучей золы для большинства углей лежит в пределах 1900—2500 кг/м3. Дисперсный состав летучей золы во многом зависит от дисперсионного состава сжигаемой угольной пыли, поступающей после размольного устройства в топку. Для инерционных золоуловителей существенное значение имеет слипаемость золы. При выборе и эксплуатации золоуловителей следует учитывать абразивность золы, которая зависит от твёрдости, размера, формы и плотности частиц.
Из пылеуловителей зола-унос может удаляться сухим методом или путём смешивания с водой и дальнейшим удалением золошлаковой пульпы в отвал.

## Химический состав, свойства и классификация
В зависимости от процесса горения, источника и состава сжигаемого угля компоненты летучей золы значительно различаются, но все летучие золы включают значительные количества диоксида кремния (SiO2) (как аморфного, так и кристаллического), оксида алюминия (Al2O3) и оксида кальция (CaO), а также несгоревший углерод. Кроме того, летучая зола содержит тяжёлые металлы. Небольшие составляющие летучей золы зависят от конкретной композиции угольного пласта, но могут включать один или несколько из следующих элементов или соединений, обнаруженных в следовых концентрациях (до сотен ppm): мышьяк, бериллий, бор, кадмий, хром, шестивалентный хром, кобальт, свинец, марганец, ртуть, молибден, селен, стронций, таллий и ванадий наряду с очень малыми концентрациями диоксинов и соединений ПАУ.
| Компоненты | Пределы изменения химического состава золы, %, образующейся при сжигании углей | Пределы изменения химического состава золы, %, образующейся при сжигании углей | Пределы изменения химического состава золы, %, образующейся при сжигании углей | Пределы изменения химического состава золы, %, образующейся при сжигании углей |
| ---------- | ------------------------------------------------------------------------------ | ------------------------------------------------------------------------------ | ------------------------------------------------------------------------------ | ------------------------------------------------------------------------------ |
| Компоненты | Донбасса                                                                       | Кузбасса                                                                       | Караганды                                                                      | Подмосковья                                                                    |
| SiO2       | 50-55                                                                          | 58-63                                                                          | 59-61                                                                          | 48-56                                                                          |
| Al2O3      | 21-28                                                                          | 20-26                                                                          | 25-26                                                                          | 25-36                                                                          |
| Fe2O3      | 7-16                                                                           | 5-7                                                                            | 5-6                                                                            | 7-10                                                                           |
| FeO        | 0-7                                                                            | -                                                                              | -                                                                              | 0-6                                                                            |
| CaO        | 2-5                                                                            | 2-4                                                                            | 3-4                                                                            | 2-5                                                                            |
| MgO        | 1-3                                                                            | 0,4-1,5                                                                        | 1-1,2                                                                          | 0,2-0,9                                                                        |
| SO3        | 0,6-1,6                                                                        | -                                                                              | 0,8                                                                            | 0,2-0,9                                                                        |
| K2O        | 2,5-4,7                                                                        | 1,7-2,3                                                                        | 1,6-1,7                                                                        | 0,4-0,7                                                                        |
| Na2O       | 0,4-1,3                                                                        | 1-1,4                                                                          | 1                                                                              | 0,1-0,4                                                                        |

Фазово-минералогические исследования состава золы различных видов твёрдого топлива показывают, что основной фазой всех видов золы является стекло. Кристаллическая фаза представлена различными количествами кварца, гематита, магнетита и различными силикатами кальция.
Золы уноса подразделяют по виду сжигаемого угля:
— антрацитовую (образующуюся при сгорании антрацита, полуантрацита и тощего каменного угля),
— каменноугольную,
— буроугольную;
по химическому составу на низкокальциевую (кислую и сверхкислую) и высококальциевую (высокосульфатную и низкосульфатную); или кислую (с содержанием оксида кальция до 10 %) и основную (буроугольную, с содержание окиси кальция более 10 %);
по степени дисперсности (по остатку на сите № 008) на низкодисперсную (до 30 %), среднедисперсную (до 20 %) и высокодисперсную (до 15 %); или на три класса (по остатку при мокром рассеивании на сите № 0045) — до 15 %, до 40 %, более 40 %;
в зависимости от потерь при прокаливании на 4 категории (до 2 %, до 5 %, до 9 %, более 9 %).

## Радиология
Твёрдые горючие ископаемые незначительно влияют на общий фон природной радиоактивности, но отдельные их месторождения, а также продукты переработки твёрдых горючих ископаемых, особенно золошлаковые, отличаются повышенной радиоактивностью и повышенным содержанием естественных радионуклидов (тория, радия, урана и изотопа 40K). Значительно увеличиваются содержания естественных радионуклидов в твёрдых продуктах, улавливаемых после термической переработки исходных углей. Так, специальные исследования, проведённые во многих странах мира, показали, что радиоактивность почв и воздуха на территориях, прилегающих к ТЭС, вероятно, вследствие осаждения продуктов сжигания иногда в десятки раз превышают не только фоновые, но даже предельно допустимые значения. Многое зависит при этом от того, какой именно уголь использует конкретная ТЭС, к тому же очень многое определяется технологиями подготовки угля, его сжигания, улавливания и сбора золошлаковых продуктов. При среднем содержании урана в земной коре 2,0 г/т среднее содержание урана в богатых золах уноса достигает 400 г/т.
| Название ТЭЦ (ТЭС) | Содержание в золе-уноса, г/т | Содержание в золе-уноса, г/т |
| ------------------ | ---------------------------- | ---------------------------- |
| Название ТЭЦ (ТЭС) | Th                           | U                            |
| Углегорская        | 37,2                         | 7,6                          |
| Зуевская           | 56,0                         | 10,4                         |
| Кураховская        | 16,7                         | 2,9                          |
| Мироновская        | 32,4                         | 4,2                          |
| Новочеркасская     | 33,0                         | 5,2                          |
| Луганская          | 17,8                         | 4,5                          |
| Шахтинская         | 23,9                         | 7,0                          |
| Московская ТЭЦ-22  | 51,5                         | 4,9                          |
| Владимирская ТЭЦ-1 | 25,9                         | 2,9                          |

Вследствие накопления естественных радионуклидов в высокодисперсных золах уноса, значительная часть которых не улавливается после сжигания углей, выбрасывается в атмосферу и затем оседает на земную поверхность, может происходить накопление естественных радионуклидов в почвах вокруг ТЭС. Большая часть выпавшей на земную поверхность золы-уноса оседает на надземной части растений и в конечном итоге попадает в почву. Кроме того, значительный вклад в радиоактивное загрязнение окружающей среды может дать эффект удержания золы и аэрозолей кронами деревьев в лесных массивах (до 5 раз).
Зола-унос, отгружаемая с ТЭЦ как сырьё для дальнейшего использования по суммарной удельной эффективной активности естественных радионуклидов должна соответствовать требованиям соответствующих норм и гигиенических нормативов. При суммарной удельной эффективной активности естественных радионуклидов до 370 Бк/кг по российским нормам строительные материалы допускаются до всех видов строительства. Суммарная удельная эффективная активность естественных радионуклидов золы Рефтинской ГРЭС составляет 95,1 Бк/кг, а газозолобетона на её основе — 40,33 Бк/кг.

## Направления использования
Зола уноса может обладать пуццолановыми свойствами и/или гидравлической активностью. Летучая зола используется при производстве строительных материалов в качестве пуццолана для производства цемента, сухих строительных смесей, частичной замены портландцемента в производстве бетона, бетонных и железобетонных изделий. Присутствие пуццолановых добавок обеспечивают бетон большей защитой от влажных условий и воздействия агрессивным химикатов.

## Укрепление грунта в дорожном строительстве
Введение высококальциевых зол уноса в грунты позволяет заменить часть цемента и извести, используемых для этого.
Целесообразность применения зол уноса в качестве улучшающей добавки определяется способностью их вступать в реакцию химического взаимодействия с известью с образованием низкоосновных гидросиликатов кальция, которые цементируют минеральные частицы и агрегаты грунта в единый структурный комплекс. В отличие от укрепления грунтов цементом, в этом случае вяжущее образуется непосредственно в самой смеси. Таким образом, совместное использование золы уноса и извести для укрепления грунтов базируется на принципе синтеза вяжущего вещества в системе грунт — зола — известь.
Грунты, обработанные активной золой-уносом или известково-зольными вяжущими характеризуются относительно медленным набором прочности и значительной деформативной способностью. При этом в грунтах на зольных вяжущих в первый год эксплуатации обычно не появляется усадочных или температурных трещин. В условиях северных и центральных областей России грунты укрепленные зольными вяжущими рекомендуется использовать преимущественно для устройства оснований под асфальтобетонные покрытия. Водонепроницаемое асфальтобетонное покрытие сохраняет влажность основания, необходимую для нормального протекания процессов гидратации, которые у зольных вяжущих протекают дольше по сравнению с цементными.
Гидравлические дорожные вяжущие (ГДВ) очень широко используются в Германии при укреплении грунтов, в первую очередь из-за их низкой стоимости по сравнению с традиционными вяжущими, например, известью или цементом. Состав и основные параметры ГДВ приведены в стандартах EN13282-1 и EN13282-2. Исследования вяжущих с высоким содержанием золы-уноса начались в Чешской Республике задолго до создания стандартов EN. Вяжущее RSS5 из 80 % осно́вной золы-уноса, полученной при сжигании каменного угля в кипящем слое, и 20 % негашеной извести, используется с 2010 года как хорошая альтернатива извести для обработки глин и суглинков.

## Зольный гравий
Путем обжиговой или безобжиговой грануляции золы может быть получен зольный гравий.
Гранулированием золы уноса с последующим спеканием гранул при высоких температурах в печах получают обжиговый зольный гравий.
Холодным гранулированием золы уноса путем её окатывания во вращающихся емкостях получают безобжиговый зольный гравий.
Зольный гравий применяется в высококачественных бетонах (high performance concrete), в самоуплотняющихся бетонных смесях (self-compacting concrete) и в лёгких бетонах.
Для высококачественных бетонов применение зольного гравия позволяет уменьшить стоимость бетона при сохранении его основных свойств. В самоуплотняющихся бетонах округлая форма зольного гравия и его относительно небольшой размер повышает подвижность бетона и его удобоукладываемость, особенно при густом армировании. Подобные смеси легче подаются бетононасосами. Использование зольного гравия в лёгких бетонах снижает его плотность и улучшает его теплотехнические характеристики.

## Добавка в бетоны и растворы
Золу применяют как минеральную добавку или наполнитель при изготовлении тяжёлых, лёгких, ячеистых бетонов, сухих строительных смесей и строительных растворов в целях экономии цемента, заполнителей, улучшения технологических свойств бетонной и растворной смесей, а также показателей качества бетонов и растворов.
При изготовлении ячеистых бетонов кислые золы применяют в качестве кремнеземистого компонента смеси, а также в целях экономии цемента в бетонах неавтоклавного твердения. В конструкционно-теплоизоляционных бетонах кислую золу применяют для частичной или полной замены пористых песков и снижения средней плотности бетона. Для конструкций подводных и внутренних зон гидротехнических сооружений используют кислую золу.
При использовании в бетонах естественного твердения взамен части цемента некоторых видов золы (в основном кислых) может наблюдаться снижение (на 20—30 %) прочности при сжатии в течение 28—60 суток и последующее выравнивание прочности в более поздние сроки 90—180 суток по сравнению с бетоном аналогичного состава без добавки золы. Поэтому составы бетона и раствора с золой в основном актуальны при положительных температурах твердения.
Золы-уноса могут быть включены в состав самоуплотняющихся бетонов для повышения стабильности бетонной смеси, повышения водоудерживающей способности; плотность и прочность бетона при этом увеличиваются.
Основные золы с содержанием оксида кальция CaO более 30 % применяют в качестве вяжущего для частичной замены извести или цемента в ячеистых бетонах автоклавного и неавтоклавного твердения, при изготовлении строительных растворов и бетонов для сборных и монолитных бетонных и железобетонных изделий и конструкций. Часть извести содержится в глубине частиц золы, и взаимодействует с водой уже позже формирования структуры цементного камня, что приводит к возникновению трещин и падению прочности цементного камня. Это сдерживает применение высокоосновных зол в бетонах и растворах.
К 28 суткам нормального твердения свободная CaO золы-уноса успевает прореагировать с водой лишь на 50 %, но в условиях пропаривания гидратация проходит на 70—80 %. По-разному происходит и образование гидросульфоалюминатрных фаз, если в нормальных условиях сульфат кальция связывается в основном в эттрингит, то при пропаривании — в моносульфоалюминат кальция. Таким образом, пропаривание золосодержащих материалов снижает опасность возникновения деструктивных процессов в затвердевшем материале.
Для решения проблемы деструктивных процессов золу-уноса можно предварительно домалывать до более высокой степени дисперсности, обнажая частицы извести. Этот технологический приём обеспечивает гашение извести до потери пластических свойств цементным камнем, устраняя угрозу снижения прочности и растрескивания материала. Применение домолотой совместно с гипсом золы-уноса с удельной поверхностью 410 м2/кг позволило получить самоуплотняющийся бетон без спада прочности после 6 месяцев твердения при степени замещения цемента до 50 %. Но повышение степени наполнения вяжущего золой значительно увеличивает усадочные деформации бетона.

## Добавка в цемент
Дисперсионный состав золы-уноса и её химические свойства позволяют использовать её в составе цементов. На основной золе-уноса Ошмянской ТЭЦ от сжигания торфа предложен состав добавочного портландцемента марки 500 при содержании золы-уноса до 20 %, марки 200 при содержании золы до 70 %.

## Сорбенты
Зола-уноса может быть использована в качестве замены активированного угля для очистки сточных вод, содержащих, например, азокрасители метиленовый голубой и метиленовый красный.

## В геологической летописи
Из-за воспламенения угольных месторождений Сибирскими траппами во время пермско-триасового вымирания около 252 миллионов лет назад в океаны было выброшено большое количество полукокса, очень похожего на современную летучую золу, которая сохранилась в морских отложениях канадской Арктики. Было высказано предположение, что летучая зола могла привести к токсичным условиям окружающей среды.